# Chalcolemia
Chalcolemia là một chi nhện trong họ Salticidae.